# Давіде Фраттезі
Давіде Фраттезі (італ. Davide Frattesi, нар. 22 вересня 1999, Рим) — італійський футболіст, півзахисник клубу «Сассуоло» і національної збірної Італії. На умовах оренди виступає за «Інтернаціонале».

## Клубна кар'єра
Народився 22 вересня 1999 року в місті Рим. Є вихованцем римського «Лаціо», де вважався одним з найперспективніших гравців своєї вікової категорії. Влітку 2014 року він перевівся в академію «Роми». Давіде був наймолодшим гравцем, що грав у молодіжному складі «Роми». Разом з командою він виграв молодіжний Кубок і Суперкубок Італії. У сезоні 2016/17 Фраттезі, якому тільки виповнилося 17 років, залучався до тренувань з першою командою клубу і був включений в заявку на два матчі Серії А і один матч Ліги Європи, проте в офіційних матчах за «Рому» так і не зіграв.
У липні 2017 року 17-річний Фраттезі перейшов в «Сассуоло» За нього було заплачено 5 млн євро, крім того, «Рома» отримала право на викуп його контракту за 10 млн євро. У сезоні 2017/18 Давіде грав переважно за молодіжний склад «Сассуоло», але регулярно опинявся в числі запасних на матчах першої команди. Він дебютував в основному складі 20 грудня 2017 року в кубковому матчі з «Аталантою». Більше в тому сезоні на поле Фраттезі не виходив.
16 серпня 2018 року Фраттезі був відданий в оренду до кінця сезону в клуб Серії Б «Асколі». Також на нього претендували «Спеція» та «Перуджа». У новому клубі Давіде дебютував 26 серпня в матчі з «Козенцею». Протягом сезону відіграв за команду з Асколі-Пічено 33 матчі в національному чемпіонаті.
Згодом провів по року у клубах «Емполі» і «Монца», за команди яких також виступав на умовах оренди.
Влітку 2021 року повернувся з чергової оренди до «Сассуоло» і нарешті дебютував за команду в іграх Серії A. Протягом двох сезонів був ключовим гравцем середини поля команди.
6 липня 2023 року на правах однорічної оренди з оплатою у 6 мільйонів євро перейшов до «Інтернаціонале», який за умовами угоди по завершенні оренди має викупити контракт гравця за додаткові 22 мільйони євро.

## Виступи за збірні
2016 року дебютував у складі юнацької збірної Італії, взяв участь у 18 іграх на юнацькому рівні, відзначившись 2 забитими голами. Він зіграв на чемпіонаті Європи 2016 року серед юнаків до 17 років, де Італія не вийшла з групи, а також на чемпіонаті Європи 2018 року серед юнаків до 19 років, де Італія стала фіналістом турніру.
2019 року з командою до 20 років поїхав на молодіжний чемпіонат світу, де вже в першому матчі проти Мексики відзначився голом, принісши своїй команді перемогу 2:1.
Протягом 2019-2021 років грав за молодіжну збірну Італії.
2022 року дебютував у складі національної збірної Італії.

## Статистика виступів

### Статистика клубних виступів
Станом на 3 вересня 2023
| Сезон                | Команда              | Чемпіонат            | Чемпіонат | Чемпіонат | Національний кубок | Національний кубок | Національний кубок | Континентальні кубки | Континентальні кубки | Континентальні кубки | Інші змагання | Інші змагання | Інші змагання | Усього | Усього |
| Сезон                | Команда              | Ліга                 | Ігор      | Голів     | Ліга               | Ігор               | Голів              | Ліга                 | Ігор                 | Голів                | Ліга          | Ігор          | Голів         | Ігор   | Голів  |
| -------------------- | -------------------- | -------------------- | --------- | --------- | ------------------ | ------------------ | ------------------ | -------------------- | -------------------- | -------------------- | ------------- | ------------- | ------------- | ------ | ------ |
| 2017–18              | «Сассуоло»           | A                    | 0         | 0         | КІ                 | 1                  | 0                  | -                    | -                    | -                    | -             | -             | -             | 1      | 0      |
| 2018–19              | «Асколі»             | B                    | 32        | 0         | КІ                 | 0                  | 0                  | -                    | -                    | -                    | -             | -             | -             | 32     | 0      |
| 2019–20              | «Емполі»             | B                    | 37+1      | 5+0       | КІ                 | 3                  | 0                  | -                    | -                    | -                    | -             | -             | -             | 41     | 5      |
| 2020–21              | «Монца»              | B                    | 37+2      | 8+0       | КІ                 | 2                  | 0                  | -                    | -                    | -                    | -             | -             | -             | 41     | 8      |
| 2021–22              | «Сассуоло»           | A                    | 36        | 4         | КІ                 | 2                  | 0                  | -                    | -                    | -                    | -             | -             | -             | 38     | 4      |
| 2022–23              | «Сассуоло»           | A                    | 36        | 7         | КІ                 | 1                  | 0                  | -                    | -                    | -                    | -             | -             | -             | 37     | 7      |
| Усього за «Сассуоло» | Усього за «Сассуоло» | Усього за «Сассуоло» | 72        | 11        |                    | 4                  | 0                  |                      | -                    | -                    |               | -             | -             | 76     | 11     |
| 2023–24              | «Інтернаціонале»     | A                    | 3         | 0         | КІ                 | 0                  | 0                  | ЛЧ                   | 0                    | 0                    | СІ            | 0             | 0             | 3      | 0      |
| Усього за кар'єру    | Усього за кар'єру    | Усього за кар'єру    | 184       | 24        |                    | 9                  | 0                  |                      | 0                    | 0                    |               | 0             | 0             | 193    | 24     |

## Титули і досягнення
- Чемпіон Італії (1):

«Інтернаціонале»: 2023–24
- Володар Суперкубка Італії з футболу (1):

«Інтернаціонале»: 2023